# 34325 Terrencevale
34325 Terrencevale este o planetă minoră (asteroid) din centura de asteroizi. A fost descoperită pe 29 august 2000 la Experimental Test Site⁠(d) de Lincoln Near-Earth Asteroid Research. 
Obiectul prezintă o orbită caracterizată de o semiaxă mare de 2,7569387 UAi, o excentricitate de 0,08, o înclinație de 7,25902 ° în raport cu ecliptica.